# Pardosa marialuisae
Pardosa marialuisae är en spindelart som beskrevs av Charles Denton Dondale och James H. Redner 1984. Pardosa marialuisae ingår i släktet Pardosa och familjen vargspindlar. Inga underarter finns listade i Catalogue of Life.